# Namu (fleuve)

Le fleuve Namu  (en anglais : Namu River) est un cours d’eau de la région des Fiordland,dans l’Île du Sud de la Nouvelle-Zélande.

## Géographie
Il prend naissance au nord du mont Namu et s’écoule vers l’ouest pour se jeter dans ‘Open Cove’, au niveau de Thompson Sound
.